# متیو بیریر
متیو بیریر (انگلیسی: Matthew Birir؛ زادهٔ ۲ ژوئیهٔ ۱۹۷۲) دونده دو نیمه‌استقامت اهل کنیا بود.